# Nowoć
Nowoć (słow. Novoť, węg. Novoty) – wieś (obec) w północnej Słowacji, w powiecie Namiestów, w kraju żylińskim. Została założona w 1691 roku; początkowo nosiła nazwę Gyurkov.

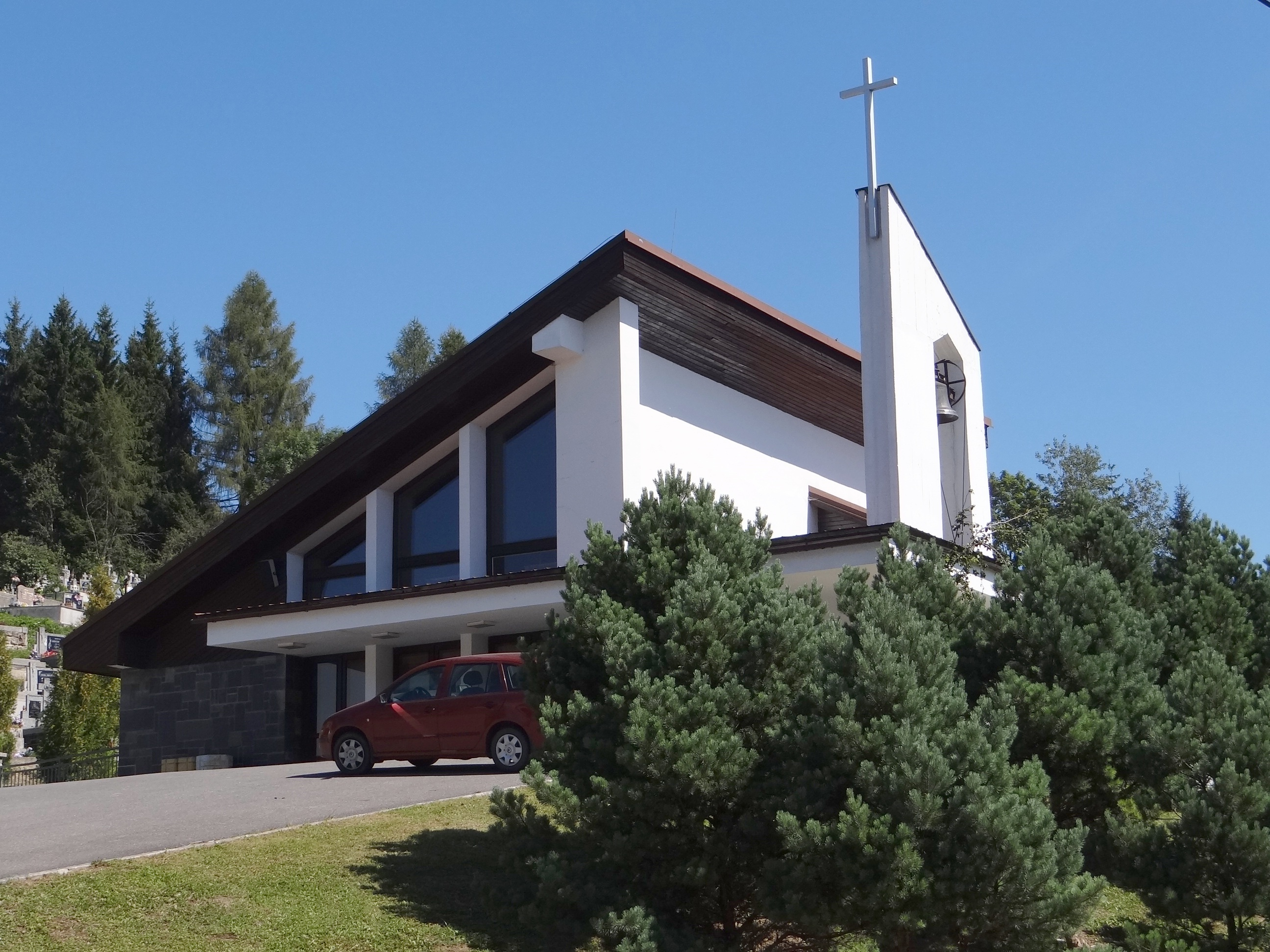
Nowy kościół

## Kultura
We wsi jest używana gwara orawska, zaliczana przez polskich językoznawców jako gwara dialektu małopolskiego języka polskiego, przez słowackich zaś jako gwara przejściowa polsko-słowacka.